# Адам Вишневськи-Снерг
Адам Вишневськи-Снерг (пол. Adam Wiśniewski-Snerg; 1 січня 1937, Плоцьк, Польща — 30 серпня 1995, Варшава, Польща) — польський письменник-фантаст, яскравий представник молодого покоління національної наукової фантастики.

## Біографія

### Дитинство та освіта
Адам Вишневськи-Снерг народився у 1937 році в місті Плоцьку. Він не мав ніякої спеціальної освіти, навіть не закінчив середню школу, офіційно мав документи про закінчення лише семи класів. Все життя Адам займався самоосвітою. У 1963 році зробив спробу здати іспити за середню школу екстерном, з тим, щоб далі вступити до Університету. Іспити з фізики і математики здав на «Відмінно», але провалив іспит з польської мови. Пізніше, протягом 12 років працював репетитором — готував абітурієнтів до вступу до Університету.
Адам Вишневський-Снерг — загадкова фігура в польській літературі ХХ-го століття. Довгий час він ретельно приховував подробиці свого особистого життя та біографічні дані, не давав інтерв'ю. 30 серпня 1995 року, перебуваючи в стані сильної депресії, Адам Вишневськи покінчив із собою.

### Початок літературної діяльності
Писати Адам Вишневський-Снерг почав рано. Для того, щоб відрізнятися від інших письменників, які носять поширене в Польщі ім'я та прізвище Адам Вишневськи, письменник взяв собі псевдонім Снерг. Дебютував він у 1968 році оповіданням на сучасні теми «Anonim».   За ним вийшло оповідання «Byle podmuchem losu» (1969). 
З 1979 року Адам остаточно перейшов до професійній літературній діяльності.

## Творчість
Популярність і загальне визнання Адаму Вишневськи-Снергу приніс роман «Robot», написаний у 1973 році, сюжет якого нагадує класичне оповідання Фредеріка Пола «Тунель під світом»: герой роману, позбавлений інопланетянами пам'яті і перетворений в біоробота, тим не менш, намагається знову знайти втрачену особистість. У цьому романі письменник вперше використав сформульовану ним концепцію надістот , згідно якої відомі нам сутності можна послідовно підрозділити на мінерали, рослини, тварини і розум, але жодна істота не сприймає безпосередньо організм своєї надістоти.
Роман «Robot» мав приголомшливий успіх у польському читацькому середовищі і незабаром переміг в опитуванні на найкращий твір польської наукової фантастики в повоєнному тридцятиріччі.
Успіх супроводжував і інші романи Вишневського-Снерга того періоду, в основу яких їм закладалися не менш захоплюючі концепції. У філософському романі «Wedlug Lotra» («Від розбійника», 1978 рік), серед реальності, створеної з театральних реквізитів, біблійна історія розп'яття Христа розповідається одним з роззяв, що стовпилися на Голгофі. За силою впливу на читача «Wedlug Lotra» безсумнівно, перевершує багато загальновизнані досягнення як польської, так і світової наукової фантастики .
В наступному романі «Nagi cel» («Оголена мета», 1980 рік) дія відбувається у гігантській будівлі-місті, яка являє собою «вселенський кінематограф», де кожен відвідувач може взяти участь в будь-якому фільмі усіх часів і народів, що демонструються у незліченних залах міста. Роман є однією з найбільш вражаючих і віртуозних белетристичних реалізацій «лемовської» ідеї фантомата, — пристрою, що створює віртуальну реальність, яку неможливо відрізнити від дійсності. Але якщо у Лема це була просто дотепна футурологічна ідея («Сума технологій»), то Вишневськи-Снерг створив художню модель всепланетного фантомата далекого майбутнього, у якому затягнута дія відбувається за участю відразу декількох «глядачів», які створюють взаємовиключні продовження. Автор розвинув замкнутий «на себе» сюжет, показавши тим самим властивості витонченої віртуальної реальності, вийти з якої можна лише загинувши по ходу «п'єси».
Головний герой роману «Arka» («Ковчег», 1989), після загибелі трансатлантичного лайнера, виявляється в човні, який одночасно є і місцем його дитинства. З самого початку історія пронизана атмосферою сну, наче персонажі та обставини, що оточують героя, балансують на межі реальності і божевілля. Діючи особи — люди-невільники своїх власних видінь. Вони живуть у світі ілюзій, нездатні на спілкування один з одним, нездатні знайти спільну мову між собою. Вони самі не знають, коли і звідки прийшли на цей ковчег. Роман написаний в алегорично-фантастичній формі, тому залишає читачеві місце для вільної інтерпретації твору від парадоксальної до психологічно-моралізаторської.
Крім романів Вишневський-Снерг писав також оповідання, серед яких виділяється «Anioł przemocy» («Ангел насильства», 1978), який, поза всяким сумнівом, є прототипом відомого кінофільму «Матриця» відтворення у фільмі дійсності, створеної письменником у своєму оповіданні  .

## Посмертні видання
Після смерті письменника в його архівах були виявлені рукописи 2-х романів, та більше ніж півтора десятків оригінальних фантастичних оповідань та мініатюр, що склали основу його посмертної збірки малої прози «Aniol przemocy i inne opowiadania» (2001). Однак видані після смерті романи «Oro» (1997) і «Trzecia cywilizacja» (1998) вже не отримали визнання у читачів та критиків. В обох книгах простежується помітна сюжетна схожість, а дія романів досить схематична і передбачувана. У романах розповідається про забуту цивілізацію, історію якої головний герой осягає і, в деякому розумінні, — переживає, завдяки випадково виявленим артефактам. На думку знавців творчості Вишневського-Снерга сумнів викликає і авторський інструментарій, а також логічна зв'язність творів, які справляють враження нарисів, незавершених творів.

## Премії та визнання
Премія SFinks / Nagroda SFinks, 1998 // Польське оповідання року
—> Horda (1997);

Станіслав Лем вважав А. Вишневського-Снерга самим значним автором польської наукової фантастики.

Літературна творчість Вишневського-Снерга мала істотний вплив на розвиток всієї польської наукової фантастики. Саме він є прообразом Снеера — головного героя роману Януша Зайделя «Limes inferior».

## Цікаво
Адам Вишневський-Снерг став прообразом Снеера — головного героя роману Януша Зайделя «Межа пекла».
Останнім часом ім'я Вишневського-Снерга з'явилося в засобах масової інформації у зв'язку з справою передбачуваного плагіату, у якому звинувачували авторів фільму «Матриця», які перенесли на екран дійсність, яку Снерг описав в оповіданні «Ангел смерті».

## Вибрана бібліографія
- Робот / Robot (1973)
- Від розбійника / Według łotra (1978)
- Оголена мета / Nagi cel (1980)
- Ковчег / Arka (1989)
- Оазис
- Ступор / Otępienie
- Повернися в Сорренто
- Роздвоєння / Rozdwojenie
- Дикун / Dzikus
- Перерваний фільм / film Przerwany
- Змова / Zmowa
- Оро / Oro (1997) (видано посмертно)
- Третя цивілізація / Trzecia cywilizacja (1998)
- Ангел смерті і інші оповідання / Anioł przemocy i inne opowiadania (2001)

серія оповідань про Перрі Ексі та ін.
Крім того, Вишневський-Снерг опублікував наукову працю — «Єдина теорія простору і часу» (пол. Jednolita teoria czasoprzestrzeni), однак, представлені в ній тези були проігноровані і серйозно не сприйняті офіційними науковими колами, з якими Снерг полемізував на сторінках видання «Знання і життя».